# Jean-André Peyssonnel
Pour les articles homonymes, voir Peyssonnel.
Jean-André Peyssonnel, né le 19 juin 1694 à Marseille et mort le 24 décembre 1759 à Saint-Bertrand de l'Isle Grande-Terre en Guadeloupe, est un médecin et naturaliste français.

## Biographie
Son père Charles Peyssonnel, né en 1640, était un médecin renommé qui succomba à 80 ans à la peste de l'an 1720, victime de son dévouement aux malades de l'hôtel-Dieu. Son frère, Charles de Peyssonnel, prénommé Charles comme son père, né à Marseille le 17 décembre 1700, était avocat à Aix-en-Provence et fut chargé du consulat de Smyrne où il décéda le 16 juin 1757.
Il effectua des études au collège des Oratoriens de Marseille, particulièrement attentifs à l'histoire des sciences, puis à l'université d'Aix-en-Provence où il obtint le grade de docteur en médecine en 1718. Avant de commencer sa carrière de naturaliste, il débuta comme médecin, son dévouement aux malades lors de l'épidémie de peste à Marseille en 1720 lui valant une rente annuelle du roi. La proximité de la mer et sa curiosité scientifique le poussèrent progressivement vers une recherche sur des « productions marines » comme le corail, les éponges, les algues
Le comte Luigi Ferdinando Marsigli (1658-1730), fondateur de l'Institut de Bologne, l'initia à l'histoire naturelle. Il entreprit divers voyages sur les côtes méditerranéennes pour étudier la nature du corail. L'Académie des sciences le nomma correspondant en 1723 d'Étienne-François Geoffroy (1672-1731) et à compter de 1731 d'Antoine de Jussieu (1686-1758). 
Il alla en Afrique du Nord en 1724. Il rédigea un mémoire, Voyage dans les régions de Tunis et d'Alger. De retour à Marseille, il participa à la fondation de l'Académie de Marseille (1726).
Nommé médecin royal à la Guadeloupe en 1727, il partit pour cette destination où il poursuivit une investigation méthodique de l'archipel, notamment de la Soufrière dont il donnait à l'Académie de Marseille, le 1er juillet 1733, une remarquable description. 
En 1728, il est chargé d'établir un rapport sur l'état de cas de lèpre qui sévit depuis 1725. Ce rapport permettra au gouverneur Giraud du Poyet de créer un établissement de la léproserie sur l'île de La Désirade.
Il continua ses recherches sur le corail. Il montra en 1750 que le corail appartenait au règne animal et élabora à ce sujet un ouvrage qu'il envoya à l'Académie des sciences et à l'Académie royale de Londres. Cet ouvrage ne parut que sous forme d'analyse dans les transactions philosophiques de la Société royale de Londres. Le 7 mai 1752, un résumé de ses travaux fut présenté à la Société par William Watson, qui souligna la haute qualité du travail de Peyssonnel,. C'est peut-être cela qui le poussa à s'exiler en Angleterre, alors qu'en France tous lui donnaient tort. Pour qu'on donne raison à Jean-André Peyssonnel, il fallut attendre la découverte de l'hydre d'eau douce par le Suisse Abraham Trembley (1710-1784).
Son décès, survenu le 24 décembre 1759, resta longtemps ignoré des membres de l'Académie de Marseille. Il ne lui fut rendu hommage qu'en 1778 par M. Collé dans son discours de réception ; il confirme la découverte par l'analyse chimique et proteste énergiquement contre un article de Michel Adanson (1727-1806) paru dans le supplément de L'Encyclopédie.
Pour sa part, René-Antoine Ferchault de Réaumur (1683-1757) douta d'abord de cette découverte, mais il est vrai que personne ne la proclama ensuite plus noblement.
Georges-Louis Leclerc, comte de Buffon (1707-1788), dans l'article VII du premier discours de son histoire naturelle indique bien que « Peyssonnel avait observé et reconnu le premier que les coraux devaient leur origine à des animaux ».

## Œuvres
- La Contagion de la peste et les moyens de s'en préserver, Marseille, 1722.
- Voyage dans les régences de Tunis et d'Alger, Paris, 1838 ; réédition, Paris, La Découverte, 1987, avec une présentation et des notes de Lucette Valence.
- Ouvrage manuscrit, Traité du corail, (Bibliothèque du Muséum)
- Ouvrage manuscrit, Observation faite sur la montagne dite la Soufrière, dans l'île de la Guadeloupe 1732, Académie de Marseille, sciences physiques.

## Hommages
- Une rue de Marseille et une rue d'Aix-en-Provence portent son nom.
- Le nom générique d'une algue rouge, Peyssonnelia[8], a été donné en sa mémoire

### Sources
- Abbé Dassy, L'Académie de Marseille, Marseille, 1877.
- Adrien Blès, Dictionnaire historique des rues de Marseille, éd. Jeanne Laffitte, Marseille, 1989.
- Arthur Mangin, Les Mystères de l'océan, 1864 [Gallica lire en ligne]